# Avon (Francia)
 Avon  es una población y comuna francesa, en la región de Isla de Francia, departamento de Sena y Marne, en el distrito de Fontainebleau y cantón de Fontainebleau.

## Demografía
| 1 019 | 951 | 907 | 1 002 | 1 216 | 1 117 | 1 365 | 1 331 | 1 197 | 1 351 | 1 523 | 1 656 | 1 926 | 2 141 | 2 475 | 2 547 | 2 680 | 2 783 | 2 869 | 3 141 | 3 403 | 3 717 | 4 113 | 4 480 | 4 490 | 5 408 | 7 475 | 13 552 | 15 377 | 14 778 | 13 873 | 14 030 | 13 970 |
| Para los censos de 1962 a 1999 la población legal corresponde a la población sin duplicidades (Fuente: INSEE [Consultar]) |     |     |       |       |       |       |       |       |       |       |       |       |       |       |       |       |       |       |       |       |       |       |       |       |       |       |        |        |        |        |        |        |